# Feicheng (socken)
Feicheng (kinesiska: 费城街道, 费城) är en socken i Kina. Den ligger i provinsen Shandong, i den östra delen av landet, omkring 180 kilometer sydost om provinshuvudstaden Jinan. Antalet invånare är 183 615. Befolkningen består av 89 389 kvinnor och 94 226 män. Barn under 15 år utgör 15,0 %, vuxna 15-64 år 76 %, och äldre över 65 år 8,0 %.
Genomsnittlig årsnederbörd är 1 105 millimeter. Den regnigaste månaden är juli, med i genomsnitt 330 mm nederbörd, och den torraste är januari, med 6 mm nederbörd.